# Grand Prix automobile de Hongrie 2012
GP précédent GP suivant
Le Grand Prix automobile de Hongrie 2012 (Formula 1 Eni Magyar Nagydij 2012), disputé le 29 juillet 2012 sur le Hungaroring, est la 869e épreuve du championnat du monde de Formule 1 courue depuis 1950. Il s'agit de la vingt-septième édition du Grand Prix de Hongrie comptant pour le championnat du monde de Formule 1 et de la onzième manche du championnat 2012. Initialement prévue en 70 tours, la course est réduite d'un tour à la suite d'un incident lors de la procédure de mise en grille, obligeant les pilotes à effectuer un second tour de formation.
Lewis Hamilton, parti en pole position, garde la tête pendant pratiquement toute la course, à l'exception de quelques tours où Romain Grosjean puis Kimi Räikkönen prennent le commandement à la faveur des arrêts aux stands. Grosjean reste longtemps deuxième de la course mais doit finalement céder sa place à son coéquipier Räikkönen au quarantième tour. Au classement des pilotes, Fernando Alonso, cinquième de la course, reste en tête avec 164 points, accroissant son avance sur Webber, huitième du Grand Prix, qui possède désormais 124 points. Vettel, quatrième, conserve sa troisième place au championnat du monde avec 122 points. À l'issue de la course, dix-huit des vingt-quatre pilotes en lice au championnat ont marqué au moins un point.
Chez les constructeurs, Red Bull Racing, avec 246 points, devance désormais McLaren (193 points). Lotus retrouve sa troisième place à 1 point (192 points) et Ferrari recule à la quatrième place avec 189 points. À la fin du Grand Prix, neuf des douze écuries engagées au championnat ont marqué des points, Caterham, Marussia et HRT n'en ayant pas encore inscrit.

## Essais libres

### Première séance, le vendredi de 10 h à 11 h 30
| Pos. | Pilote             | Voiture          | Chrono         | Écart     |
| ---- | ------------------ | ---------------- | -------------- | --------- |
| 1    | Lewis Hamilton     | McLaren-Mercedes | 1 min 22 s 821 |           |
| 2    | Jenson Button      | McLaren-Mercedes | 1 min 22 s 922 | + 0 s 101 |
| 3    | Fernando Alonso    | Ferrari          | 1 min 23 s 397 | + 0 s 576 |
| 4    | Nico Rosberg       | Mercedes         | 1 min 23 s 628 | + 0 s 807 |
| 5    | Romain Grosjean    | Lotus-Renault    | 1 min 23 s 623 | + 0 s 812 |
| 6    | Michael Schumacher | Mercedes         | 1 min 23 s 845 | + 1 s 024 |

La température de l'air est de 26 °C et la piste est à 34 °C au départ de la première séance d'essais libres du Grand Prix de Hongrie. Si les pilotes s'élancent rapidement pour effectuer un premier tour d'installation, il faut attendre plus de vingt minutes pour que le premier pilote ne tente un tour lancé : Heikki Kovalainen fixe le temps de référence en 1 min 29 s 977 et l'améliore à deux reprises, en 1 min 28 s 508 et 1 min 27 s 345,,,.
Plusieurs pilotes se relaient ensuite en tête du classement : Kimi Räikkönen, au volant d'une monoplace arborant deux entrées d'air menant vers l'aileron arrière à côté de l'orifice principal, un « double DRS » inspiré du système introduit par Mercedes, tourne en 1 min 25 s 117. Lewis Hamilton, qui dispose de nombreuses nouveautés sur sa MP4-27, améliore en 1 min 23 s 941 puis 1 min 23 s 522 et son coéquipier Jenson Button fait encore mieux avec un tour bouclé en 1 min 23 s 199,,,.
Lewis Hamilton reprend la tête en 1 min 22 s 821 à la mi-séance et personne ne parvient à le battre. Hamilton devance ainsi Button, Fernando Alonso, Nico Rosberg, Romain Grosjean, Michael Schumacher, Felipe Massa, Räikkönen, Valtteri Bottas et Sergio Pérez. Pastor Maldonado a effectué une sortie de piste mais a réussi à éviter un contact avec le muret. D'autres pilotes sont également sortis de la piste, sans aucun dommage,,,.
- Valtteri Bottas, pilote essayeur chez Williams F1 Team, a remplacé Bruno Senna lors de cette séance d'essais.
- Jules Bianchi, pilote essayeur chez Force India, a remplacé Nico Hülkenberg lors de cette séance d'essais.
- Dani Clos, pilote essayeur chez HRT, a remplacé Narain Karthikeyan lors de cette séance d'essais.

### Deuxième séance, le vendredi de 14 h à 15 h 30
| Pos. | Pilote          | Voiture          | Chrono         | Écart     |
| ---- | --------------- | ---------------- | -------------- | --------- |
| 1    | Lewis Hamilton  | McLaren-Mercedes | 1 min 21 s 995 |           |
| 2    | Kimi Räikkönen  | Lotus-Renault    | 1 min 22 s 180 | + 0 s 185 |
| 3    | Bruno Senna     | Williams-Renault | 1 min 22 s 253 | + 0 s 258 |
| 4    | Felipe Massa    | Ferrari          | 1 min 22 s 417 | + 0 s 422 |
| 5    | Fernando Alonso | Ferrari          | 1 min 22 s 582 | + 0 s 587 |
| 6    | Jenson Button   | McLaren-Mercedes | 1 min 22 s 747 | + 0 s 752 |

La température ambiante est de 29 °C et la piste est à 46 °C au départ de la deuxième séance d'essais libres du Grand Prix. S'il fait beau et chaud, une averse orageuse est prévue avant la fin de la séance. Nico Rosberg établit le premier temps de référence en 1 min 26 s 689, immédiatement battu par Kamui Kobayashi en 1 min 25 s 365 puis par Romain Grosjean (1 min 24 s 110), son coéquipier Kimi Räikkönen (1 min 22 s 950), Fernando Alonso (1 min 22 s 899) et son coéquipier Felipe Massa (1 min 22 s 831),,,.
Après vingt minutes dans cette session, Romain Grosjean, qui vient d'effectuer une petite touchette, rentre au stand pour faire examiner sa monoplace et en ressort en pneus tendres, sans parvenir à s'approcher du temps de Massa. À un peu moins d'une heure du drapeau à damier, Jenson Button, également en pneus tendres, s'installe en tête du classement en 1 min 22 s 747,,,.
Plusieurs pilotes, tous en pneus tendres, se relaient ensuite en tête du classement : Fernando Alonso tourne en 1 min 22 s 582, Kimi Räikkönen, qui poursuit le développement du « double DRS » même s'il n'est pas certain que son équipe le conservera pour les qualifications et la course, tourne en 1 min 22 s 180 et Lewis Hamilton en 1 min 21 s 995 avant l'arrivée de l'averse. Heikki Kovalainen, surpris par la pluie, sort de la piste dans le virage no 7, sans toucher, et tous les pilotes rejoignent alors leur stand,,,.
Il reste une demi-heure dans la séance quand certains pilotes se relancent en piste avec des pneus pluie ou des intermédiaires car la piste est très mouillée à certains endroits et sèche à d'autres. Michael Schumacher, en pneus intermédiaires, sort de la piste dans une portion très mouillée et termine sa course dans un mur de pneus à vitesse réduite. Aucun pilote ne réussit à améliorer le temps de Lewis Hamilton avant le drapeau à damier. Le pilote britannique devance ainsi Kimi Räikkönen, Bruno Senna, Felipe Massa, Fernando Alonso, Jenson Button, Paul di Resta, Sebastian Vettel, Romain Grosjean et Michael Schumacher,,,.

### Troisième séance, le samedi de 11 h à 12 h
| Pos. | Pilote           | Voiture          | Chrono         | Écart     |
| ---- | ---------------- | ---------------- | -------------- | --------- |
| 1    | Mark Webber      | Red Bull-Renault | 1 min 21 s 550 |           |
| 2    | Lewis Hamilton   | McLaren-Mercedes | 1 min 21 s 643 | + 0 s 093 |
| 3    | Sebastian Vettel | Red Bull-Renault | 1 min 21 s 671 | + 0 s 121 |
| 4    | Bruno Senna      | Williams-Renault | 1 min 21 s 876 | + 0 s 326 |
| 5    | Fernando Alonso  | Ferrari          | 1 min 21 s 884 | + 0 s 334 |
| 6    | Kimi Räikkönen   | Lotus-Renault    | 1 min 21 s 953 | + 0 s 403 |

La température de l'air est de 28 °C et celle de la piste de 39 °C au départ de la dernière séance d'essais libres. Les pilotes s'élancent rapidement en piste, en pneus durs, et Sebastian Vettel réalise le premier temps chronométré en 1 min 24 s 537,,,.
Plusieurs pilotes se relaient en tête du classement : Jean-Éric Vergne tourne en 1 min 24 s 212, Mark Webber en 1 min 23 s 359 puis 1 min 23 s 241, son coéquipier Sebastian Vettel en 1 min 23 s 058. Kimi Räikkönen améliore en 1 min 22 s 718 mais est battu par Lewis Hamilton, en deux temps (1 min 22 s 224 puis 1 min 21 s 706),,,.
Alors qu'il ne reste qu'une demi-heure dans la session, les pilotes Ferrari n'ont toujours pas pris la piste. Les premiers pilotes en pneus tendres montent en piste et Sebastian Vettel s'installe en tête en 1 min 21 s 671. Il cède sa place à son coéquipier Webber en 1 min 21 s 550, temps qui ne sera pas amélioré. Webber devance ainsi Hamilton, Vettel, Bruno Senna, Fernando Alonso, Räikkönen, Romain Grosjean, Felipe Massa, Paul di Resta et Jenson Button,,,.

## Séance de qualifications

### Résultats des qualifications

#### Session Q1
Il fait beau et très chaud à quelques minutes du départ de la séance de qualification du Grand Prix de Hongrie : la température ambiante est de 30 °C et la piste est à 46 °C. Les premiers pilotes s'élancent dès l'ouverture de la piste et Romain Grosjean établit le premier temps de référence en 1 min 27 s 333,,,.
Son coéquipier Kimi Räikkönen améliore en 1 min 23 s 273 puis 1 min 22 s 689 mais est battu par Lewis Hamilton, en deux temps, 1 min 22 s 371 puis 1 min 21 s 794,,,.
Dans les dernières minutes de la session, plusieurs pilotes s'élancent en pneus tendres mais personne ne bat le temps du Britannique. Les sept pilotes éliminés sont Narain Karthikeyan, Pedro de la Rosa, Timo Glock, Charles Pic, Vitaly Petrov, Heikki Kovalainen et Daniel Ricciardo,,,.

#### Session Q2
Les pilotes se relancent en piste dès le début de la session, tous chaussés de pneus tendres. Felipe Massa réalise le premier temps de référence en 1 min 21 s 951 mais Nico Hülkenberg améliore en 1 min 21 s 906,,,.
Jenson Button prend ensuite le commandement grâce à un tour bouclé en 1 min 21 s 880 mais son temps est battu par Romain Grosjean en 1 min 21 s 854. Son coéquipier Kimi Räikkönen fait encore mieux avec un temps de 1 min 21 s 614 mais Lewis Hamilton prend la tête en 1 min 21 s 060,,,.
Les sept pilotes éliminés sont Jean-Éric Vergne, Michael Schumacher, Kamui Kobayashi, Sergio Pérez, Nico Rosberg, Paul di Resta et Mark Webber,,,.

#### Session Q3
Après sa domination lors des deux premières parties de la phase qualificative, Lewis Hamilton part favori pour obtenir la pole position mais il fait une erreur dans son premier tour lancé et Kimi Räikkönen établit le premier tour chronométré en 1 min 22 s 717,,,.
Toutefois, dès sa deuxième tentative, Hamilton améliore et se hisse en tête avec un tour bouclé en 1 min 21 s 260. Alors qu'il ne reste que quatre minutes avant le drapeau à damier, seuls Hamilton, Räikkönen, Romain Grosjean et Jenson Button ont réalisé un tour lancé. Les pilotes Ferrari, en manque de pneus tendres neufs, quittent leur stand en toute fin de séance pour réaliser un unique tour rapide, alors que Lewis Hamilton améliore sa performance en 1 min 20 s 953,,,
Hamilton obtient donc la pole position devant Romain Grosjean et Sebastian Vettel ; suivent Button, Räikkönen, Alonso, Felipe Massa, Pastor Maldonado, Bruno Senna et Nico Hülkenberg,,,

### Grille de départ

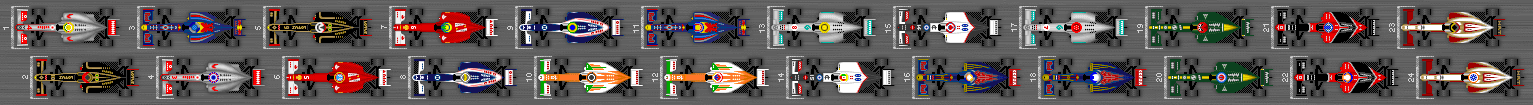
La grille de qualification et de départ du Grand Prix de Hongrie 2012.

| Pos.                                                                                      | Pilote                  | Écurie               | Qualifications 1 | Qualifications 2 | Qualifications 3 |
| ----------------------------------------------------------------------------------------- | ----------------------- | -------------------- | ---------------- | ---------------- | ---------------- |
| 1                                                                                         | Lewis Hamilton SREC     | McLaren-Mercedes     | 1 min 21 s 794   | 1 min 21 s 060   | 1 min 20 s 953   |
| 2                                                                                         | Romain Grosjean SREC    | Lotus-Renault        | 1 min 22 s 755   | 1 min 21 s 657   | 1 min 21 s 366   |
| 3                                                                                         | Sebastian Vettel SREC   | Red Bull-Renault     | 1 min 22 s 948   | 1 min 21 s 407   | 1 min 21 s 416   |
| 4                                                                                         | Jenson Button SREC      | McLaren-Mercedes     | 1 min 22 s 028   | 1 min 21 s 618   | 1 min 21 s 583   |
| 5                                                                                         | Kimi Räikkönen SREC     | Lotus-Renault        | 1 min 22 s 234   | 1 min 21 s 583   | 1 min 21 s 730   |
| 6                                                                                         | Fernando Alonso SREC    | Ferrari              | 1 min 22 s 095   | 1 min 21 s 598   | 1 min 21 s 844   |
| 7                                                                                         | Felipe Massa SREC       | Ferrari              | 1 min 22 s 203   | 1 min 21 s 534   | 1 min 21 s 900   |
| 8                                                                                         | Pastor Maldonado SREC   | Williams-Renault     | 1 min 22 s 475   | 1 min 21 s 504   | 1 min 21 s 939   |
| 9                                                                                         | Bruno Senna SREC        | Williams-Renault     | 1 min 22 s 271   | 1 min 21 s 697   | 1 min 22 s 343   |
| 10                                                                                        | Nico Hülkenberg SREC    | Force India-Mercedes | 1 min 22 s 176   | 1 min 21 s 653   | 1 min 22 s 847   |
| 11                                                                                        | Mark Webber SREC        | Red Bull-Renault     | 1 min 22 s 829   | 1 min 21 s 715   |                  |
| 12                                                                                        | Paul di Resta SREC      | Force India-Mercedes | 1 min 21 s 912   | 1 min 21 s 813   |                  |
| 13                                                                                        | Nico Rosberg SREC       | Mercedes             | 1 min 22 s 079   | 1 min 21 s 895   |                  |
| 14                                                                                        | Sergio Pérez SREC       | Sauber-Ferrari       | 1 min 22 s 110   | 1 min 21 s 895   |                  |
| 15                                                                                        | Kamui Kobayashi SREC    | Sauber-Ferrari       | 1 min 22 s 801   | 1 min 22 s 300   |                  |
| 16                                                                                        | Jean-Éric Vergne SREC   | Toro Rosso-Ferrari   | 1 min 22 s 799   | 1 min 22 s 380   |                  |
| 17                                                                                        | Michael Schumacher SREC | Mercedes             | 1 min 22 s 436   | 1 min 22 s 723   |                  |
| 18                                                                                        | Daniel Ricciardo SREC   | Toro Rosso-Ferrari   | 1 min 23 s 250   |                  |                  |
| 19                                                                                        | Heikki Kovalainen SREC  | Caterham-Renault     | 1 min 23 s 576   |                  |                  |
| 20                                                                                        | Vitaly Petrov SREC      | Caterham-Renault     | 1 min 24 s 167   |                  |                  |
| 21                                                                                        | Charles Pic             | Marussia-Cosworth    | 1 min 25 s 244   |                  |                  |
| 22                                                                                        | Timo Glock              | Marussia-Cosworth    | 1 min 25 s 476   |                  |                  |
| 23                                                                                        | Pedro de la Rosa        | HRT-Cosworth         | 1 min 25 s 916   |                  |                  |
| 24                                                                                        | Narain Karthikeyan      | HRT-Cosworth         | 1 min 26 s 178   |                  |                  |
| Temps minimal à réaliser pour la qualification : 1 min 27 s 519 (107 % de 1 min 21 s 794) |                         |                      |                  |                  |                  |

## Course

### Déroulement de l'épreuve
Il fait beau et chaud sur le Hungaroring au départ du Grand Prix de Hongrie : la température ambiante est de 30 °C et la piste est à 46 °C. Lors de la mise en grille, Michael Schumacher rate son emplacement puis cale son moteur en manœuvrant : la direction de course relance donc les voitures pour un nouveau tour de formation pour permettre aux mécaniciens de l'équipe Mercedes d'évacuer la monoplace vers la voie des stands d'où il prendra le départ. La course est donc amputée d'un tour et se déroulera en 69 boucles. À l'extinction des feux, Lewis Hamilton, en pole position, s'engouffre en tête dans le premier virage devant Romain Grosjean, Sebastian Vettel et Jenson Button,,,.
Au premier passage sur la ligne de chronométrage, Hamilton devance Grosjean, Button, Vettel, Fernando Alonso, Kimi Räikkönen, Mark Webber, Bruno Senna, Felipe Massa, Nico Hülkenberg, Nico Rosberg, Pastor Maldonado, Sergio Pérez et Paul di Resta. Lewis Hamilton s'échappe immédiatement et, au deuxième passage, a 2 secondes d'avance sur Grosjean, 3 s sur Button, 4 s sur Vettel et 5 s sur Alonso. Pendant ce temps, Michael Schumacher rentre dès la fin du premier tour pour changer de pneus et, quelques minutes plus tard, reçoit une pénalité pour avoir franchi la ligne blanche à la sortie des stands,,,.
Au huitième passage sur la ligne, Hamilton précède Grosjean de 2 secondes, Button de 5 s, Vettel de 7 s, Alonso et Räikkönen de 10 s et Webber de 11 s ; suivent Senna, Massa et Hülkenberg. Jean-Éric Vergne change ses pneus au douzième tour, son coéquipier Daniel Ricciardo au quatorzième, Button, Hülkenberg et Maldonado au suivant, Senna, Rosberg et di Resta au seizième, Vettel, Alonso et Heikki Kovalainen au suivant, Hamilton, Massa et Vitaly Petrov au dix-huitième, Grosjean au suivant, Räikkönen et Webber au vingtième et Pérez au suivant. Lewis Hamilton et Jenson Button chaussent des pneus durs alors que Grosjean, Vettel, Räikkönen et Alonso ont choisi des pneus tendres. Au vingt-deuxième passage, Hamilton est toujours en tête devant Grosjean à 2 s, Button à 8 s, Vettel à 9 s, Räikkönen à 14 s, Alonso à 17 s, Webber à 18 s ; suivent Senna, Massa, Rosberg, Hülkenberg et Maldonado,,,.
Dans le vingt-quatrième tour, Romain Grosjean fait la jonction avec Hamilton et peut utiliser son aileron arrière. Cependant, le Français n'attaque pas son rival : il économise ses pneus tendres pour ne faire que deux arrêts avec un dernier relais en pneus durs. Jean-Éric Vergne change ses pneus au trentième tour, Schumacher au trente-troisième tour, Button et Ricciardo au suivant, Petrov au trente-cinquième tour, Vettel et di Resta au trente-huitième, Grosjean, Webber et Hülkenberg au suivant, Hamilton, Rosberg, Charles Pic et Kamui Kobayashi au quarantième tour. Après cette deuxième vague d'arrêts aux stands, Hamilton devance désormais Räikkönen de 3 secondes, Grosjean de 5 s, Vettel de 7 s, Webber de 15 s, Alonso de 24 s et Button de 25 s,,,.
Mark Webber s'arrête une dernière fois à l'entame du cinquante-cinquième tour pour chausser des gommes tendres. Hamilton maintient toujours son écart sur Räikkönen aux alentours de la seconde alors que Grosjean est désormais à quatre secondes de son coéquipier. Sebastian Vettel rentre au stand pour changer ses pneus dans le cinquante-huitième tour alors que les trois hommes de tête restent en piste. Vettel reprend la course juste devant Alonso : son arrêt ne lui a pas coûté de place et lui permet d'augmenter son rythme de course. En tête, l'écart entre Lewis Hamilton et Kimi Räikkönen devient inférieur à une seconde mais le Finlandais ne parvient pas à doubler le Britannique : Hamilton résiste jusqu'au drapeau à damier pour obtenir sa deuxième victoire de la saison. Räikkönen et Grosjean complètent le podium ; suivent pour les points Vettel, Alonso, Button, Senna, Webber, Massa et Rosberg,,,.

### Classement de la course
| Pos. | no | Pilote                  | Écurie               | Tours | Temps/Abandon                      | Grille | Points |
| ---- | -- | ----------------------- | -------------------- | ----- | ---------------------------------- | ------ | ------ |
| 1    | 4  | Lewis Hamilton SREC     | McLaren-Mercedes     | 69    | 1 h 41 min 05 s 503 (179,391 km/h) | 1      | 25     |
| 2    | 9  | Kimi Räikkönen SREC     | Lotus-Renault        | 69    | + 1 s 032                          | 5      | 18     |
| 3    | 10 | Romain Grosjean SREC    | Lotus-Renault        | 69    | + 10 s 518                         | 2      | 15     |
| 4    | 1  | Sebastian Vettel SREC   | Red Bull-Renault     | 69    | + 11 s 614                         | 3      | 12     |
| 5    | 5  | Fernando Alonso SREC    | Ferrari              | 69    | + 26 s 653                         | 6      | 10     |
| 6    | 3  | Jenson Button SREC      | McLaren-Mercedes     | 69    | + 30 s 243                         | 4      | 8      |
| 7    | 19 | Bruno Senna SREC        | Williams-Renault     | 69    | + 33 s 899                         | 9      | 6      |
| 8    | 2  | Mark Webber SREC        | Red Bull-Renault     | 69    | + 34 s 458                         | 11     | 4      |
| 9    | 6  | Felipe Massa SREC       | Ferrari              | 69    | + 38 s 350                         | 7      | 2      |
| 10   | 8  | Nico Rosberg SREC       | Mercedes             | 69    | + 51 s 234                         | 13     | 1      |
| 11   | 12 | Nico Hülkenberg SREC    | Force India-Mercedes | 69    | + 57 s 283                         | 10     |        |
| 12   | 11 | Paul di Resta SREC      | Force India-Mercedes | 69    | + 1 min 02 s 887                   | 12     |        |
| 13   | 18 | Pastor Maldonado SREC   | Williams-Renault     | 69    | + 1 min 03 s 606                   | 8      |        |
| 14   | 15 | Sergio Pérez SREC       | Sauber-Ferrari       | 69    | + 1 min 04 s 494                   | 14     |        |
| 15   | 16 | Daniel Ricciardo SREC   | Toro Rosso-Ferrari   | 68    | + 1 tour                           | 18     |        |
| 16   | 17 | Jean-Éric Vergne SREC   | Toro Rosso-Ferrari   | 68    | + 1 tour                           | 16     |        |
| 17   | 20 | Heikki Kovalainen SREC  | Caterham-Renault     | 68    | + 1 tour                           | 19     |        |
| 18   | 14 | Kamui Kobayashi SREC    | Sauber-Ferrari       | 67    | Fuite d'huile                      | 15     |        |
| 19   | 21 | Vitaly Petrov SREC      | Caterham-Renault     | 67    | + 2 tours                          | 20     |        |
| 20   | 25 | Charles Pic             | Marussia-Cosworth    | 67    | + 2 tours                          | 21     |        |
| 21   | 24 | Timo Glock              | Marussia-Cosworth    | 66    | + 3 tours                          | 22     |        |
| 22   | 22 | Pedro de la Rosa        | HRT-Cosworth         | 66    | + 3 tours                          | 23     |        |
| Abd. | 23 | Narain Karthikeyan      | HRT-Cosworth         | 60    | Direction                          | 24     |        |
| Abd. | 7  | Michael Schumacher SREC | Mercedes             | 58    | Surchauffe                         | 17     |        |

### Pole position et record du tour
Lewis Hamilton signe la vingt-deuxième pole position de sa carrière, sa troisième pole sur le Hungaroring et sa troisième de la saison. Sebastian Vettel réalise le douzième meilleur tour de sa carrière, son deuxième sur ce circuit et son troisième de la saison.
- Pole position :  Lewis Hamilton (McLaren-Mercedes) en 1 min 20 s 953 (194,824 km/h)[30].
- Meilleur tour en course :  Sebastian Vettel (Red Bull-Renault) en 1 min 24 s 136 (187,454 km/h) au soixante-huitième tour[31].

### Tours en tête
Après avoir dominé les trois sessions de qualification, Lewis Hamilton prend un bon départ et conserve la tête jusqu'à la première salve d'arrêts aux stands. Romain Grosjean puis Kimi Räikkönen en profitent pour mener la course pendant quelques tours, avant qu'Hamilton ne reprenne sa position. Les vingt tours suivants sont dominés par le Britannique mais il cède de nouveau sa place après son deuxième arrêt, pour la reprendre quelques tours plus tard et la conserver jusqu'au drapeau à damier, malgré les assauts des deux pilotes Lotus.
- Lewis Hamilton : 61 tours (1-17 / 21-40 / 46-69)
- Romain Grosjean : 2 tours (18-19)
- Kimi Räikkönen : 6 tours (20 / 41-45)

## Classements généraux à l'issue de la course
| Pos. | Pilote             | Écurie               | Points |
| ---- | ------------------ | -------------------- | ------ |
| 1    | Fernando Alonso    | Ferrari              | 164    |
| 2    | Mark Webber        | Red Bull-Renault     | 124    |
| 3    | Sebastian Vettel   | Red Bull-Renault     | 122    |
| 4    | Lewis Hamilton     | McLaren-Mercedes     | 117    |
| 5    | Kimi Räikkönen     | Lotus-Renault        | 116    |
| 6    | Nico Rosberg       | Mercedes             | 77     |
| 7    | Jenson Button      | McLaren-Mercedes     | 76     |
| 8    | Romain Grosjean    | Lotus-Renault        | 76     |
| 9    | Sergio Pérez       | Sauber-Ferrari       | 47     |
| 10   | Kamui Kobayashi    | Sauber-Ferrari       | 33     |
| 11   | Pastor Maldonado   | Williams-Renault     | 29     |
| 12   | Michael Schumacher | Mercedes             | 29     |
| 13   | Paul di Resta      | Force India-Mercedes | 27     |
| 14   | Felipe Massa       | Ferrari              | 25     |
| 15   | Bruno Senna        | Williams-Renault     | 24     |
| 16   | Nico Hülkenberg    | Force India-Mercedes | 19     |
| 17   | Jean-Éric Vergne   | Toro Rosso-Ferrari   | 4      |
| 18   | Daniel Ricciardo   | Toro Rosso-Ferrari   | 2      |

| Pos. | Écurie               | Points |
| ---- | -------------------- | ------ |
| 1    | Red Bull-Renault     | 246    |
| 2    | McLaren-Mercedes     | 193    |
| 3    | Lotus-Renault        | 192    |
| 4    | Ferrari              | 189    |
| 5    | Mercedes             | 106    |
| 6    | Sauber-Ferrari       | 80     |
| 7    | Williams-Renault     | 53     |
| 8    | Force India-Mercedes | 46     |
| 9    | Toro Rosso-Ferrari   | 6      |

## Statistiques
Le Grand Prix de Hongrie 2012 représente :
- la 22e pole position de sa carrière pour Lewis Hamilton[35] ;
- la 19e victoire de sa carrière pour Lewis Hamilton[36] ;
- la 178e victoire pour McLaren en tant que constructeur[37] ;
- la 92e victoire pour Mercedes-Benz en tant que motoriste[38] ;
- le 100e Grand Prix de sa carrière pour Heikki Kovalainen[39].

Au cours de ce Grand Prix :
- Danny Sullivan (15 Grands Prix chez Tyrrell Racing en 1983, 2 points, vainqueur des 500 miles d'Indianapolis 1985 et champion CART en 1988) est nommé assistant des commissaires de course.